# Ратнек, Карл Карлович
Карл Карлович Ратнек — советский хозяйственный, государственный и политический деятель.

## Биография
Родился в 1894 году в Валмиерском уезде. Член РСДРП с 1910 года.
С 1910 года — на хозяйственной, общественной и политической работе. В 1910—1950 гг. — революционер, член Петергофского комитета РСДРП(б), участник Октябрьской революции, член Петроградского Совета, участник Гражданской войны, председатель ЧК Первой революционной армии, заместитель военкома 20-й и 49-й стрелковой дивизий, военком 20-й Пензенской стрелковой дивизии, Краснознамёнец (1921), военком 32-й стрелковой дивизии, начальник Политического управления 1-й Кавказской Армии, член РВС Кавказской Армии, партийный и советский работник в Средне-Волжском крае, Белорусской ССР, Латвийской ССР, заместитель заведующего Отделом агитации и массовых кампаний ЦК ВКП(б), начальник Политического отдела машинно-тракторных станций Народного комиссариата земледелия Белорусской ССР, заведующий отделом Ленинградского обкома ВКП(б), партийный работник во время Великой Отечественной войны, заместитель министра образования Латвийской ССР, редактор журнала «Школа Советской Латвии», заведующий кафедрой марксизма-ленинизма Государственной академии искусств Латвийской ССР.
Делегат XI, XIII, XIV, XVI и XVII съездов ВКП(б).
Умер в Риге в 1982 году.